# Nieuwe Gaanderij
De Nieuwe Gaanderij is een overdekte winkelpassage in het centrum van Antwerpen. De winkelgalerij vormt een overdekte verbinding tussen de Huidevetterstraat aan de oostzijde en de Korte Gasthuisstraat aan de westzijde. De galerij dateert uit 1954 en heeft een grondoppervlakte van 1912 m².
Het winkelcentrum is in 1952 ontworpen door de architect Jean-Florin Collin en is ontwikkeld door de Brusselse vastgoedmaatschappij Etrimo (Société d’Etudes et de Réalisations Immobilières). De bouw vond plaats vanaf het verkrijgen van de bouwvergunning op 21 november 1952 tot eind 1954. De bouwconstructie bestaat uit een skeletstructuur van gewapend beton. De winkelstraat heeft koepelgewelven van beton met daarin vierkante glasstenen verwerkt voor de toetreding van daglicht.
De passage heeft zowel aan de Huidevetterstraat als de Korte Gasthuisstraat één ingang. Binnen in de passage splitst de gang zich op zodat er een binnenblok ontstaat. In totaal zijn er 68 winkelunits met een verschillende winkeloppervlakte. De bovenverdiepingen boven de ingangen herbergen kantoorruimten. In de kelder bevindt zich een parkeergarage die toegankelijk is via een hellingbaan in de Korte Gasthuisstraat. 
In 1970 werd Etrimo failliet verklaard en overgenomen door concurrent Amelinckx. 